# Novák Sándor (festő)
Novák Sándor, Novák Sándor József (Debrecen, 1878. november 22. – Budapest, 1945. május 26.) festőművész.

## Életútja
Novák Károly és Ziska Mária fiaként született. A budapesti Iparművészeti Főiskola hallgatója volt, később a Képzőművészeti Főiskolán tanult, hosszú ideig segédtanárként is dolgozott ott. Egy alkalommal felvitte képeit Székely Bertalanhoz, akinek megtetszettek és tanítványává fogadta. Székely gyakran fel is használta Novák vázlatait saját műveihez. Ösztöndíjas növendékkét bejárta Olaszországot, Franciaországot, Németországot. 1914. december 9-én Budapesten feleségül vette a nála tíz évvel fiatalabb Trisznyák Gizellát, Trisznyák Henrik és Czitl Ida lányát. Több nyáron is megfordult a nagybányai művésztelepen. 1921-ben gyűjteményes kiállítást rendezett be műveiből a Nemzeti Szalonban. Harminchat éves korában megbízást kapott a kisnánai templom oltárának megfestésére, amiért néhány zsák búzát kapott. 1936 októberében nyomorúságos körülmények között élt feleségével és hét gyermekével, a szabad ég alatt aludt egy üres telken az I. kerületi Menkina János utca 4. szám alatt, egy asztallal és saját kompozíciójával védekezett az eső ellen. Vázlatai már szétáztak, de még ekkor sem vált meg szeretett zongorájától, amelyen még a nyomorúsága közepette is nagy átéléssel játszotta Beethovent. Halálát szívizomelfajulás és idült bélhurut okozta 1945-ben.